# Gynoplistia vittinervis
Gynoplistia vittinervis là một loài ruồi trong họ Limoniidae. Chúng phân bố ở miền Australasia.